# Liriomyza ivanauskasi
Liriomyza ivanauskasi este o specie de muște din genul Liriomyza, familia Agromyzidae, descrisă de Pakalniskis în anul 1998. Conform Catalogue of Life specia Liriomyza ivanauskasi nu are subspecii cunoscute.